# Coeriana lignea
Coeriana lignea là một loài bướm đêm trong họ Noctuidae.